# ماتيو فيراري
ماتيو فيراري (بالإيطالية: Matteo Ferrari)، (آفلو بالجزائر، 5 ديسمبر 1979)، لاعب كرة قدم إيطالي.
وُلـِد إيطالياً من أم غينية، وكان ذلك بالجزائر حيث عمل والده تقنياً نفطياً، الذي لطالما كان يسافر ولا سيما بالبلدان الأفريقية. وفي غينيا تزوج من سونا راجو. ولد لوكا في عام 1976 بوهران، بينما أبصر ماتيو النور في 5 ديسمبر عام 1979 في أفلو ولاية الأغواط بالجزائرذ أيضاً. وقضى الشقيقان طفولتهما بمدينة فيرارا مسقط رأس والدهما. الذي توفى عام 1993 لما كان ماتيو يبلغ 14 عاما فقط.
بدأ مسيرته الكروية مع نادي جنوى في موسم 1997/1998، ولعب معهم 11 مباراة، وفي موسم 1998/1999 لعب مع نادي ليتشي، وشارك معهم في 3 مباريات، وفي موسم 1999/2000 لعب مع نادي باري، وشارك معهم في 13 مباراة، وفي موسم 2000/2001 انتقل إلى نادي إنتر ميلان، ولعب معهم 27 مباراة، وفي عام 2001 انتقل إلى نادي بارما، ولعب معهم حتى عام 2004، وشارك معهم في 113 مباراة وسجل 3 أهداف، وفي عام 2004 انتقل إلى نادي روما، وأعير في موسم 2005/2006 إلى نادي إيفرتون الإنجليزي، ولعب معهم 8 مباريات، ويلعب الآن مع نادي روما.
و قد بدأ باللعب مع منتخب إيطاليا لكرة القدم في عام 2002.

## مسيرته الكروية
لعب ماتيو فيراري خلال مسيرته الاحترافية مع 10 أندية في تسعة عشر موسمًا وسجل خلالها 6 أهداف ضمن 372 مباراة. حيث فاز في أربعة مواسم بالكأس ولم يفز بأي دوري.
خاض ماتيو فيراري مسيرته مع نادي سبال في موسم 1995–96 لمدة موسم واحد، لم يشارك في أي مباراة ولم يسجل أي هدف. ثم انتقل إلى نادي إنتر ميلان في موسم 1996–97 في المرة الأولى لمدة موسم واحد ثم في موسم 2000–01 لمدة موسم واحد، حيث شارك طوالها في 19 مباراة ولم يسجل أي هدف أيضًا. لينتقل بعدها إلى نادي جنوى في موسم 1997–98 في المرة الأولى لمدة موسم واحد ثم في موسم 2008–09 لمدة موسم واحد، مشاركًا طوالها في 36 مباراة ولم يسجل أي هدف أيضًا. ثم انتقل إلى نادي ليتشي في موسم 1998–99 لمدة موسم واحد، مشاركًا في 13 مباراة ولم يسجل أي هدف أيضًا. هذا وانتقل لاحقًا إلى نادي باري في موسم 1999–00 لمدة موسم واحد، مشاركًا في 26 مباراة ولم يسجل أي هدف أيضًا. ثم انتقل بعدها إلى نادي بارما في موسم 2001–02 واستمر معه طيلة ثلاثة مواسم، مشاركًا في 81 مباراة سجل خلالها 3 أهداف. ليعود وينتقل من جديد، لكن هذه المرة إلى نادي روما في موسم 2004–05 في المرة الأولى لمدة موسم واحد ثم في موسم 2006–07 ولمدة موسمين، مشاركًا طوالها في 78 مباراة سجل خلالها هدفين. لينتقل بعدها إلى نادي إيفرتون في موسم 2005–06 لمدة موسم واحد، مشاركًا في 8 مباريات ولم يسجل أي هدف. ثم لعب في نادي بشكتاش في موسم 2009–10 ولمدة موسمين، مشاركًا في 30 مباراة ولم يسجل أي هدف أيضًا. ليعود ويرتحل عنه إلى نادي مونتريال إمباكت في موسم 2012 واستمر معه طيلة ثلاثة مواسم، مشاركًا في 81 مباراة سجل خلالها هدفًا واحدًا.

## روابط خارجية
- ماتيو فيراري على موقع الاتحاد الدولي (مؤرشف)  (الإنجليزية)
- ماتيو فيراري على موقع اتحاد تركيا (لاعب) (الإنجليزية)
- ماتيو فيراري على موقع الدوري الأمريكي (الإنجليزية)
- ماتيو فيراري على موقع قاعدة بيانات كرة القدم.إي يو (الإنجليزية)
- ماتيو فيراري على موقع ناشيونال فوتبول تيمز (الإنجليزية)
- ماتيو فيراري على موقع Soccerbase.com (لاعب) (الإنجليزية)
- ماتيو فيراري على موقع Soccerway.com (الإنجليزية)
- ماتيو فيراري على موقع عالم كرة القدم.نت (الإنجليزية)
- ماتيو فيراري على موقع كووورة
- ماتيو فيراري على موقع اللجنة الأولمبية الدولية (الإنجليزية)